# Центральная провинция (Соломоновы Острова)
Центральная провинция (англ. Central Province) — одна из провинций (единица административно-территориального деления) Соломоновых Островов. Включает в себя острова Расселл и острова Нггела (Флоридские). Площадь — 615 км², население 26 051 человек (2009). Административный центр — город Тулаги, который ранее являлся столицей всех Соломоновых Островов.

## Острова
- Аеаун[англ.]
- Нггела (Флоридские)
  - Гавуту
  - Танамбого
  - Тулаги (Тулагхи)
- Расселл
  - Мбаника[англ.]
  - Павуву
- Саво